# Scytodes grammocephala
Scytodes grammocephala là một loài nhện trong họ Scytodidae.
Loài này thuộc chi Scytodes. Scytodes grammocephala được Eugène Simon miêu tả năm 1909.